# Regionaler Naturpark Vosges du Nord

Logo des Naturparks

Der Regionale Naturpark Vosges du Nord – Nordvogesen (französisch Parc naturel régional des Vosges du Nord) erstreckt sich in der französischen Region Grand Est.
Der 1976 gegründete Naturpark umfasst eine Fläche von 130.500 Hektar. Über 65 % der Fläche sind von Wald bedeckt. Die höchste Erhebung ist der Große Wintersberg, in der Gemeinde Niederbronn-les-Bains, mit einer Höhe von 581 m. Die 115 Gemeinden, die den Park bilden, gehören zu zwei Dritteln dem Département Bas-Rhin und zu einem Drittel dem Département Moselle an. Sie haben sich zu einer Organisation für die Erhaltung des Parks unter dem Namen Syndicat de coopération pour le Parc (Sycoparc) zusammengeschlossen. Das Verwaltungszentrum des Naturparks mit angeschlossenem Museum befindet sich im Ort La Petite-Pierre (48° 51′ 24″ N, 7° 18′ 59″ O).
Im Norden verläuft das Gebiet des Naturparks bis an die Staatsgrenze zwischen Frankreich und Deutschland und findet jenseits der Grenze seine Fortsetzung im Naturpark Pfälzerwald. 1998 wurden beide Naturparks unter der Schirmherrschaft der UNESCO zum grenzüberschreitenden Biosphärenreservat Pfälzerwald-Vosges du Nord zusammengefasst.

## Geschichte
- 1976: Gründung des Regionalen Naturparks Nordvogesen.
- 1983: Erste Überlegungen bei den Trägern der Naturparks Pfälzerwald und des Regionalen Naturparks Nordvogesen, deutsche und französische Wanderwege grenzüberschreitend zu verbinden und entsprechend auszuweisen.
- 1985: Unterzeichnung einer gemeinsamen Vereinbarung zur Zusammenarbeit der beiden Naturparks.
- 1989: Anerkennung des Regionalen Naturparks Nordvogesen als Biosphärenreservat durch die UNESCO.
- 1996: Unterzeichnung einer Vereinbarung zur Schaffung eines Biosphärenreservates Pfälzerwald-Vosges du Nord.
- 1998: Anerkennung des Biosphärenreservates Pfälzerwald-Vosges du Nord durch die UNESCO als grenzüberschreitendes Biosphärenreservat.